# Herkheim

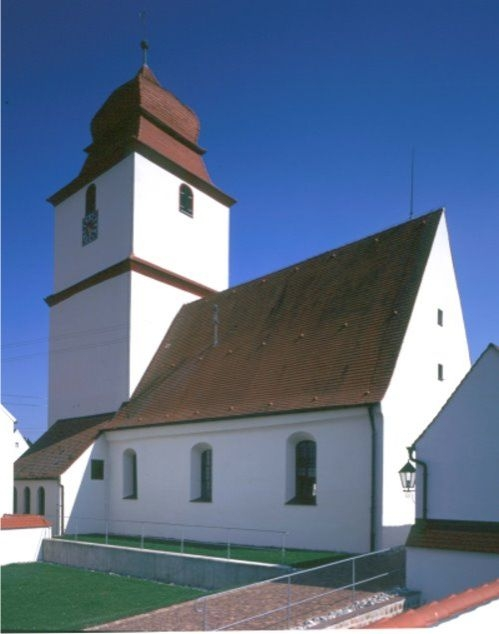
Herkheimer Kirche St. Anna

Herkheim (Rieser Schwäbisch Herge) ist ein Gemeindeteil der Großen Kreisstadt Nördlingen im schwäbischen Landkreis Donau-Ries in Bayern.

## Geographie
Das Kirchdorf hat 452 Einwohner (Stand: 3. Januar 2022) und liegt auf einer Höhe von 452 m ü. NHN am Rand des Nördlinger Ries.

## Geschichte
Herkheim ist ein konfessionell gemischtes Dorf. Der Name geht zurück als Heim des Franken Hericho oder Herich nach einer Urkunde von 1140.
Am 1. Juli 1972 wurde die bis dahin selbständige Gemeinde in die Stadt Nördlingen eingegliedert.

## Baudenkmäler
Siehe auch: Liste der Baudenkmäler in Herkheim
Prägend für das Dorfbild ist die katholische Pfarrkirche St. Anna, deren Erbauung auf das Jahr 1420 datiert ist. Die charakteristische Turmhaube der Annakirche stammt aus dem 18. Jahrhundert. Die Pfarrgemeinde St. Anna gehört seit Januar 2010 zur Pfarreiengemeinschaft Nördlingen. In der Kirche finden sowohl katholische, als auch evangelische Gottesdienste statt.

## Einrichtungen
In Herkheim gibt es die Evang.-Luth. Kindertagesstätte „Regenbogen“ mit Krippen- und Kindergartenplätzen. Im gesellschaftlichen Leben sind drei Vereine aktiv.